# Cristianismo na Terra Média
O Cristianismo é um tema central nas obras fictícias de J. R. R. Tolkien sobre a Terra Média, embora os detalhes sejam sempre mantidos de forma implícita. Isso permite que o significado das obras seja interpretado pessoalmente pelo leitor, em vez de o autor impor uma interpretação rígida e definida.
J. R. R. Tolkien era um católico romano devoto desde a infância e descreveu O Senhor dos Anéis como uma obra "fundamentalmente religiosa e católica; inconscientemente no início, mas conscientemente na revisão". Embora ele insistisse que não se tratava de uma alegoria, a obra contém diversos temas da teologia cristã, como o confronto entre o bem e o mal, o triunfo da humildade sobre o orgulho e a manifestação da graça. Um tema central é a morte e a imortalidade, com a luz simbolizando a criação divina. Além disso, é possível identificar nas obras de Tolkien reflexões sobre misericórdia, piedade, ressurreição, a Eucaristia, a salvação [en], o arrependimento, o auto-sacrifício, o livre-arbítrio, a justiça, a fraternidade, a autoridade e a cura. A providência divina aparece indiretamente como a vontade dos Valar, seres imortais semelhantes a deuses, expressa de maneira sutil para não comprometer o livre-arbítrio das personagens. O Silmarillion apresenta uma narrativa detalhada sobre a fragmentação da luz original criada e a queda do homem, representada em eventos como a Akallabêth (A Queda de Númenor).
Não há uma figura única de Cristo comparável a Aslan, de C. S. Lewis, nos livros de Nárnia, mas as personagens Gandalf, Frodo e Aragorn exemplificam, respectivamente, os aspectos profético, sacerdotal e real do tríplice ofício de Cristo [en].

## Contexto: O catolicismo de Tolkien
J. R. R. Tolkien era um católico romano devoto. Ele descreveu O Senhor dos Anéis como uma obra rica em simbolismo cristão, conforme explicou em uma carta a seu amigo próximo e padre jesuíta, Robert Murray [en]:
| “ | O Senhor dos Anéis é, naturalmente, uma obra fundamentalmente religiosa e católica; inconscientemente no início, mas conscientemente na revisão. Por isso, eliminei ou evitei praticamente todas as referências a algo como 'religião', cultos ou práticas no mundo imaginário. O elemento religioso está absorvido na história e no simbolismo. | ” |

O estudioso de Tolkien Patrick Curry [en] observa que a afirmação de Tolkien, no entanto, omite o  paganismo que permeia a obra; ela pode ser fundamentalmente cristã, mas, em outros níveis, apresenta características distintas, com seu politeísmo e animismo pagãos, além de outros elementos. Em outras palavras, a Terra-média é, ao mesmo tempo, cristã e pagã. O estudioso Paul H. Kocher [en] comenta que, ao situar a narrativa em tempos pré-cristãos, "[Tolkien] se livrou da necessidade de tratá-los em um contexto cristão, o que seria complicado se aplicado a elfos, ents, anões e outros." 
Diversos temas teológicos sustentam a narrativa, incluindo o confronto entre o bem e o mal, o triunfo da humildade sobre o orgulho e a manifestação da graça, como observado na piedade de Frodo por Gollum. A obra incorpora temas como morte e imortalidade, misericórdia e piedade, ressurreição, salvação, arrependimento, auto-sacrifício, livre-arbítrio, justiça, fraternidade, autoridade e cura. Tolkien menciona o Pai-Nosso, especialmente a linha "E não nos deixes cair em tentação, mas livra-nos do mal", em relação às lutas de Frodo contra o poder do Um Anel. Tolkien afirmou: "É claro que Deus está presente em O Senhor dos Anéis. O período era pré-cristão, mas era um mundo monoteísta", e, quando questionado sobre quem era o Deus único da Terra-média, respondeu: "O único, claro! O livro trata do mundo que Deus criou – o mundo real deste planeta."
A Bíblia e a narrativa cristã tradicional também influenciaram O Silmarillion. O conflito entre Melkor e Eru Ilúvatar é análogo ao entre Satanás e Deus. Além disso, O Silmarillion narra a criação e a queda dos Elfos, assim como o Gênesis descreve a criação e a queda do Homem. Como em todas as obras de Tolkien, O Silmarillion deixa espaço para a história cristã posterior, e uma versão dos rascunhos de Tolkien chega a mostrar Finrod, uma personagem de O Silmarillion, especulando sobre a necessidade da eventual Encarnação de Eru Ilúvatar para salvar a humanidade. Uma influência cristã específica é a noção da queda do homem, que permeia a Ainulindalë, o Massacre de Alqualondë e a queda de Númenor.

## Papel do cristianismo
Comentadores, incluindo alguns cristãos, apresentam diversas interpretações sobre o papel do cristianismo nas obras de ficção de J. R. R. Tolkien, especialmente em O Senhor dos Anéis. Eles observam que a obra contém representações de Cristo e anjos em personagens como os magos, temas de ressurreição, luz, esperança e sofrimento redentor, a aparente ausência de referências explícitas ao cristianismo no romance e, especialmente, a natureza do mal, um debate antigo na filosofia cristã que gerou extensas discussões acadêmicas sobre a posição de Tolkien no livro. Há discordância, em particular, sobre se O Senhor dos Anéis é uma obra cristã, apesar da declaração de Tolkien de que o é.

### Não explicitamente cristão
Catherine Madsen relata que se sentiu atraída pela fé ao ler o romance, mas "não particularmente pela fé cristã". Ela destaca que Tolkien escreveu que "mitos e contos de fadas, como toda arte, refletem e contêm, em solução, elementos de verdade (ou erro) moral e religiosa, mas não de forma explícita". Madsen argumenta que Tolkien claramente "não pretendia que sua obra defendesse, ilustrasse ou promovesse o cristianismo". Em sua visão, Tolkien utiliza uma "magia cristã", mas não doutrina; ela observa que ele descreveu a Terra-média como "um mundo monoteísta de 'teologia natural'". A "religião natural" do livro, segundo Madsen, baseia-se em elementos como o anseio dos elfos pelo mar, criando um "sentimento religioso [...] curiosamente compatível com uma cosmologia secular". Em um mundo sem revelação divina, ela escreve, a ambiguidade é inevitável, e qualquer triunfo sobre o mal também diminui o bem, levando ao inevitável declínio do mundo. Assim, O Senhor dos Anéis não oferece uma esperança sobrenatural, mas o que Tolkien chamou de "recuperação", o despertar dos sentidos e uma atenção direta ao presente, como quando Sam olha para o céu noturno em Mordor e se encanta com a beleza de uma estrela. Para Madsen, esse é "o aspecto mais cativante do livro e também o menos cristão [...] acessível a qualquer pessoa, independentemente de suas crenças, e não dependente de fé".

### Intencionalmente significativo
O estudioso de Tolkien Tom Shippey [en] observa que Tolkien afirmou, no prefácio da segunda edição de O Senhor dos Anéis, que
| “ | não é alegórico nem temático [...] Eu detesto cordialmente a alegoria em todas as suas manifestações [...] Prefiro muito mais a história, verdadeira ou fictícia, com sua variada aplicabilidade ao pensamento e à experiência dos leitores. | ” |

Apesar disso, Shippey argumenta que Tolkien, por vezes, escreveu alegorias, citando como exemplo Folha, por Niggle [en], e que há, sem dúvida, uma relação intencional entre sua ficção e a realidade. Ele nota também que Tolkien deliberadamente "se aproximou do limite de referências cristãs" ao situar a destruição do Anel e a queda de Sauron em 25 de março, a data tradicional anglo-saxã da crucificação de Cristo, da anunciação e do último dia da criação no Gênesis. Outros comentadores identificaram ecos de temas cristãos, como a presença de figuras de Cristo, ressurreição, esperança e sofrimento redentor.
Paul H. Kocher, em seu livro Mestre da Terra-média, escreve que, "ao situar a narrativa em tempos pré-cristãos, [Tolkien] se livrou da necessidade de tratá-los em um contexto cristão, o que seria estranho se aplicado a elfos, ents, anões e outros". Por outro lado, Kocher observa que Elrond atribui propósito aos eventos, como a convocação dos Povos Livres ao seu conselho [en]; Elrond usa termos como "propósito", "chamado", "ordenado" e "acreditar", sugerindo "alguma vontade viva". Da mesma forma, ele comenta que Gandalf diz firmemente a  Denethor, o desesperado Regente de Gondor, que o suicídio é proibido e, de fato, "pagão".

### Cristianismo velado

Cristianismo velado em O Senhor dos Anéis

O estudioso de teologia e literatura Ralph C. Wood [en], em seu livro de 2003 O Evangelho Segundo Tolkien, conclui que "os cristãos são chamados a serem servos semelhantes a hobbits do Rei e de seu Reino. Frodo e Sam são os primeiros no reinado de Ilúvatar porque estão dispostos a serem os últimos e os menores entre aqueles que 'movem as rodas do mundo'". Wood também observa que o pão de viagem dos elfos, o lembas, "lembra a hóstia eucarística: sua leveza etérea confere força em proporção inversa ao seu peso". Pat Pinsent, em A Companion to J. R. R. Tolkien [en], afirma que "sua própria adesão devota ao catolicismo reflete-se em toda a sua escrita, a ponto de [...] sua fé ser a força motriz por trás de seus esforços literários".
A sacerdotisa episcopal e teóloga Fleming Rutledge [en], em seu livro de 2004 A Batalha pela Terra-média: O Desígnio Divino de Tolkien em 'O Senhor dos Anéis', argumenta que Tolkien construiu seu livro tanto como uma narrativa de superfície empolgante quanto como uma profunda narrativa teológica. Ela cita sua afirmação de que "sou cristão (o que pode ser deduzido de minhas histórias)". Em sua visão, Tolkien raramente permite que as sugestões de intervenção divina cheguem à superfície, mas o efeito cumulativo de sua "subestrutura velada" pode ter um impacto poderoso no leitor. Ela escreve que Tolkien oferece "um raro vislumbre do que a liberdade humana dentro do Plano Divino de Deus realmente significa". Rutledge observa que, embora Tolkien tenha dito que O Senhor dos Anéis era fundamentalmente religioso, a Terra-média parece "um mundo curiosamente não religioso". Para ela, isso foi intencional, pois Tolkien queria evitar qualquer traço de panteísmo, a adoração do mundo natural; embora Arda seja, como Tolkien escreveu, "minha própria mãe-terra", a ação ocorre muito antes da era cristã. Ela destaca que ele escreveu em uma carta que:
| “ | Estamos em uma era em que o Único Deus, Eru, é conhecido pelos Sábios, mas não é acessível, exceto por ou através dos Valar, embora ainda seja lembrado em orações (não expressas) por aqueles de descendência númenoriana." | ” |

A estudiosa Verlyn Flieger [en] afirma que a fantasia de Tolkien "não tem cristianismo explícito", ao contrário das lendas arturianas medievais, "com seus milagres, eremitas piedosos, simbolismo evidente e pregação alegórica". A Terra-média de Tolkien, "para seu grande mérito", evita pregação e alegoria. Sobre tornar o cristianismo explícito na fantasia, ele escreveu:
| “ | Por razões que não elaborarei, isso me parece fatal. Mitos e contos de fadas devem, como toda arte, refletir e conter, em solução, elementos de verdade (ou erro) moral e religiosa, mas não de forma explícita, não na forma conhecida do mundo primário "real". | ” |

Flieger comenta que a palavra "fatal" deve ser tomada literalmente: uma mensagem cristã explícita "teria matado a obra", esvaziando a vida do mundo secundário. Ela destaca que Tolkien escreveu em uma carta:
| “ | É por isso que não incluí, ou eliminei, praticamente todas as referências a qualquer coisa como 'religião', cultos ou práticas, no mundo imaginário. Pois o elemento religioso está absorvido na história e no simbolismo. | ” |

## Cristo

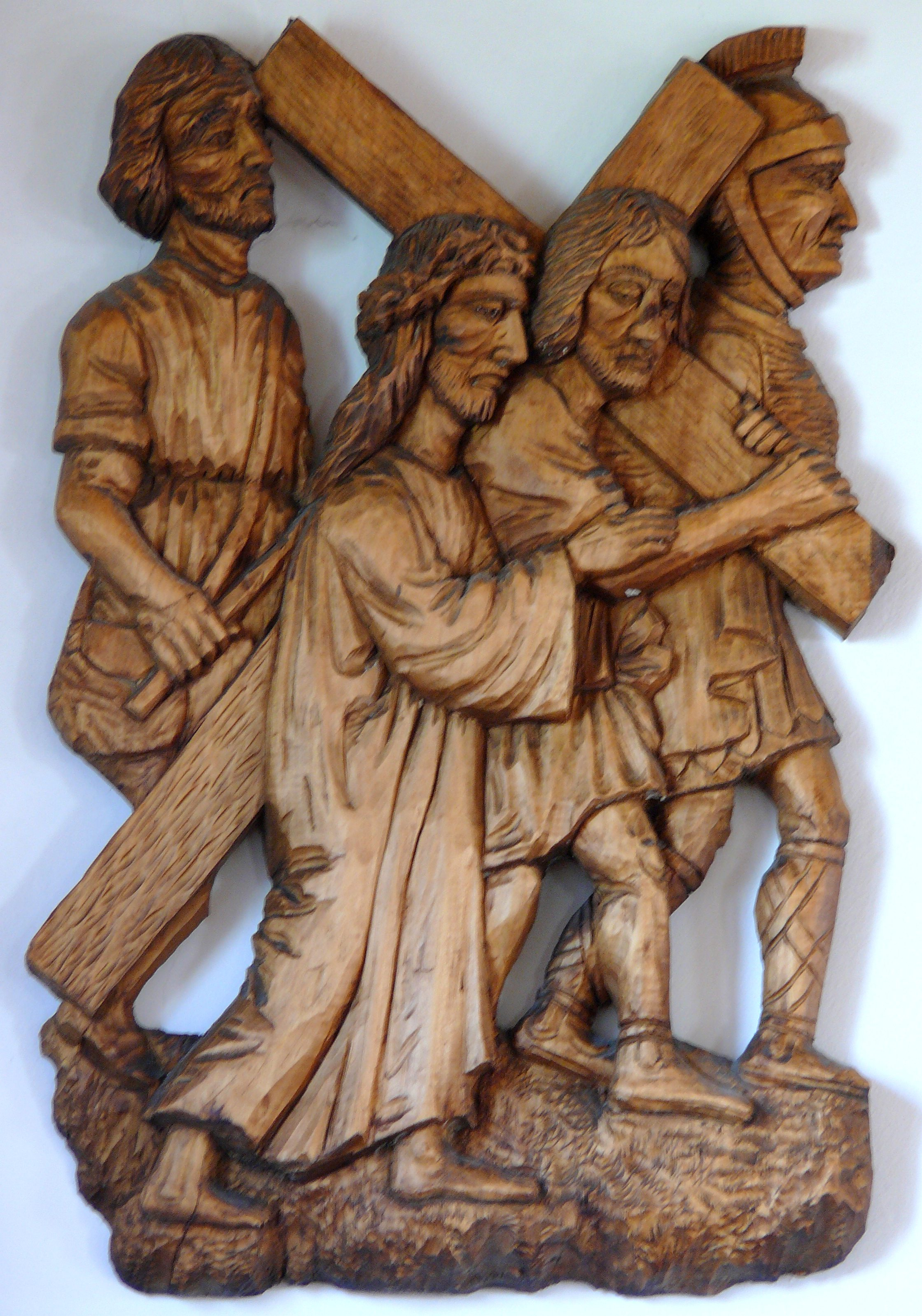
Frodo foi comparado a Cristo, e Sam, que carrega Frodo no caminho para o Monte da Perdição, a Simão de Cirene, que levou a cruz de Cristo até o Gólgota. Igreja de São João Nepomuceno, en.

### Figuras de Cristo
| Atributo semelhante ao de Cristo              | Gandalf                                               | Frodo                                                 | Aragorn                                               |
| --------------------------------------------- | ----------------------------------------------------- | ----------------------------------------------------- | ----------------------------------------------------- |
| Morte em sacrifício                           | Morre em Moria                                        | Morre simbolicamente sob a faca de Morgul [en]        | Toma os caminhos dos mortos                           |
| Ressureição                                   | Renasce como Gandalf, o branco                        | Curado por Elrond                                     | Reaparece em Gondor                                   |
| Salvador                                      | Todos os três ajudam a salvar a Terra Média de Sauron | Todos os três ajudam a salvar a Terra Média de Sauron | Todos os três ajudam a salvar a Terra Média de Sauron |
| Simbolismo do tríplice ofício messiânico [en] | Profeta                                               | Sacerdote                                             | Rei                                                   |

O filósofo Peter Kreeft, assim como Tolkien um católico, observa que não há uma figura completa, concreta e visível de Cristo em O Senhor dos Anéis, comparável a Aslan na série Crônicas de Nárnia de C. S. Lewis. No entanto, Kreeft e Jean Chausse identificaram reflexos da figura de Jesus Cristo em três protagonistas de O Senhor dos Anéis: Gandalf, Frodo e Aragorn. Enquanto Chausse encontrou "facetas da personalidade de Jesus" nesses personagens, Kreeft escreveu que eles exemplificam o simbolismo tríplice messianico do Antigo Testamento como profeta (Gandalf), sacerdote (Frodo) e rei (Aragorn).

### Batismo
O Batismo, rito que acolhe os cristãos na nova vida da Igreja por meio da imersão em água, simbolizando a morte da vida antiga, foi identificado em aspectos da narrativa de O Senhor dos Anéis. Um exemplo é a água da fonte chamada Espelho de Galadriel. Rutledge sugere que, se isso simboliza o batismo, a água da fonte deveria proteger contra a vontade maligna de Sauron, que busca "penetrar as defesas até mesmo dos sábios", como a guarda de Galadriel sobre seu reino élfico de Lothlórien. Ela observa que parte dessa água é contida no Frasco de Galadriel, que protege Frodo e Sam em seu caminho para Mordor.
Um símbolo bem diferente é o reino subterrâneo dos anões, Moria. Aqui, os nove membros da Sociedade do Anel entram, são submersos e emergem do outro lado das montanhas, simbolicamente passando pela morte e renascendo; um deles, Gandalf, realmente morre ali, embora também renasça.

### Cura
Aragorn é aclamado como Rei de Gondor por seu povo, seguindo o antigo provérbio de que as mãos de um rei são mãos de um curador. Após a batalha, ele usa a erva curativa Athelas, ou "Folha-de-rei", para reviver aqueles afetados pelo Sopro Negro, o mal dos Nazgûl. Rutledge comenta sobre os ecos da Samaritana no poço, que convida seu povo a ver o homem milagroso que falou com ela: "Vinde, vede um homem que me disse tudo o que fiz. Não é este o Cristo?". Ela também destaca Aragorn colocando a mão na cabeça de Merry e chamando-o pelo nome, remetendo à ressurreição da Filha de Jairo por Cristo.

### Ressurreição

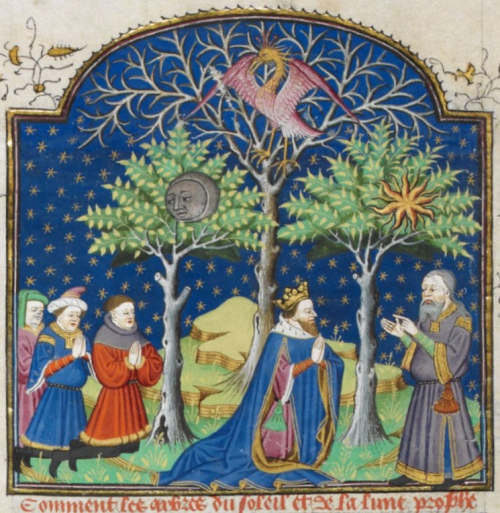
A Árvore Branca de Gondor sem vida foi comparada àÁrvore Seca da lenda medieval, um símbolo da ressurreição e da nova vida. Ilustração de manuscrito medieval da Árvore Seca (centro) com a Fênix, ladeada pelas en. Ruão, 1444–1445

Diversos comentadores veem a passagem de Gandalf pelas Minas de Moria, morrendo para salvar seus companheiros e retornando como "Gandalf, o Branco", como um símbolo da Ressurreição de Cristo. Assim como Jesus carregou sua cruz pelos pecados da humanidade, Frodo carrega um fardo de mal em nome do mundo inteiro. Frodo percorre sua "Via Dolorosa" até o Monte da Perdição, assim como Jesus seguiu para o Gólgota. Ao se aproximar das Fendas do Destino, o Anel torna-se um peso esmagador, assim como a cruz foi para Jesus. Sam Gamgee, servo de Frodo, que o carrega até o Monte da Perdição, é comparado a Simão de Cirene, que ajuda Jesus carregando sua cruz até o Gólgota. Quando Frodo completa sua missão, assim como Cristo, ele diz "está feito". Assim como Cristo ascende ao Céu, a vida de Frodo na Terra-média termina quando ele parte para as Terras Imortais.
Outro símbolo de ressurreição é a Árvore Branca, símbolo de Gondor. Ela permaneceu seca e sem vida na Corte da Fonte, no topo da cidade de Minas Tirith, durante os séculos em que Gondor foi governado pelos Regentes; Aragorn trouxe uma muda da Árvore Branca para a cidade ao retornar como Rei. A Árvore Branca foi comparada à Árvore Seca da obra do século XIV Viagens de Sir John Mandeville [en]. A lenda diz que a Árvore Seca está sem vida desde a Crucificação de Cristo, mas que florescerá novamente quando "um príncipe do lado ocidental do mundo celebrar uma missa sob ela", enquanto as maçãs das árvores permitem que as pessoas vivam por 500 anos.

### Transfiguração
Um evento dramático em O Senhor dos Anéis é o reaparecimento de Gandalf, ou, como o elfo Legolas o chama em um grito alegre de reconhecimento, "Mithrandir!". Estudiosos de Tolkien e teólogos descreveram esse momento como uma transfiguração [en]. Rutledge considera que os ecos bíblicos são inconfundíveis, comparando o evento à Transfiguração de Cristo no topo da montanha. Entre os paralelos, destaca-se o fato de que Gandalf está acima de seus companheiros, com suas vestes e cabelos "brilhando em branco". Ela observa que o retorno de Moisés do Monte Sinai, com o rosto tão reluzente pela luz refletida de Deus que era difícil olhar para ele, pode ser um paralelo mais próximo, já que Aragorn comenta que sua visão estava "velada".
Pelo menos outros dois eventos em O Senhor dos Anéis foram chamados de transfigurações. Um é a transformação do aparentemente debilitado  Rei Théoden de Rohan, quando Gandalf visita seu salão, Edoras, e o liberta do controle do traidor  Gríma Língua de Cobra, que manipulava Rohan em nome do mago Saruman. Gandalf faz o rei se endireitar, levantar e sair do salão, segurando sua própria espada. Gandalf proclama "O Senhor da Marca vem adiante!", e toda a aparência do rei se transforma ao erguer as costas para corresponder à descrição de Gandalf. O outro é o esplendor de Aragorn em sua coroação, com a "imponente procissão dos Cavaleiros do Oeste" entrando na cidade vitoriosa de Minas Tirith, com as librés:
| “ | verde com um cavalo branco para Rohan, azul com um cisne prateado para Dol Amroth, e preto ou cinza com prata para Gondor. À frente de todos está Aragorn, transfigurado, liderando a Companhia Cinzenta dos Dúnedain; mas Éomer, Rei de Rohan, está com ele, assim como o Príncipe Imrahil e Gandalf, em branco puro. | ” |

## Vida cristã

### Esperança
O tema da esperança é ilustrado pelo uso bem-sucedido de Aragorn do  palantír, a pedra vidente de Saruman. Aragorn recebe o nome de "Esperança" (Sindarin "Estel"), pelo qual ainda é carinhosamente chamado por sua rainha, Arwen, que, na hora de sua morte, exclama "Estel, Estel!". Apenas Aragorn, como herdeiro de Isildur, pode usar o palantír legitimamente, enquanto Saruman e Denethor, que também fizeram uso extensivo das pedras, caíram em desespero ou presunção. Esses traços foram identificados como os dois pecados distintos "contra a virtude da Esperança".

### Sofrimento redentor
O tema cristão da natureza redentora e penitencial do sofrimento é evidente na terrível provação de Sam e Frodo em Mordor. O autor católico Stratford Caldecott [en] descreve Frodo como "um tipo de herói muito 'cristão'. [...] Ele permite ser humilhado e crucificado". De forma diferente, Boromir expia seu ataque a Frodo ao defender sozinho, embora em vão, Merry e Pippin contra orcs, o que ilustra outro tema cristão significativo: a imortalidade da alma e a importância da boa intenção, especialmente no momento da morte. Isso fica claro na declaração de Gandalf: "Mas ele [Boromir] escapou no final [...] Não foi em vão que os jovens hobbits vieram conosco, nem que seja apenas por causa de Boromir."

### Conflito moral
Rosebury escreve que O Senhor dos Anéis evita moralismo simplista ou alegoria devido à presença de conflitos morais realisticamente complexos dentro dos personagens: os personagens "bons" enfrentam tentações, enquanto os personagens "maus" têm lados bons, foram outrora bons ou hesitam diante de ações malignas.
| Personagem | Moralidade | Natureza                                                                          | Ambiguidade moral                                                                                              |
| ---------- | ---------- | --------------------------------------------------------------------------------- | --- |
| Sauron     | Mal        | Anjo caído (Maia) Orgulho, desejo de poder                                        | “Nada é mau no começo. Nem mesmo Sauron era assim.” - Elrond                                                   |
| Gollum     | Mal        | Hobbit corrompido pelo Um Anel                                                    | “Uma coisa velha, faminta e lamentável”, hesita em trair Frodo e Sam                                           |
| Saruman    | Mal        | Mago caído (Maia) Orgulho, desejo de poder                                        | “já foi grande, de um tipo nobre contra o qual não deveríamos ousar levantar nossas mãos”                      |
| Frodo      | Bom        | “O melhor hobbit do Condado” Quase pacifista em “O Expurgo do Condado” (no final) | Diz que Bilbo deveria ter matado Gollum (no início) Corrompido pelo Anel, reivindica-o na Montanha da Perdição |
| Boromir    | Mal → Bom  | Bem-intencionado; cobiça o Anel como arma; tenta roubá-lo de Frodo                | Arrepende-se e sacrifica sua vida para tentar salvar os hobbits Merry [en] e Pippin [en]                       |
| Théoden    | Mal → Bom  | Corrompido em inação pelo Língua de Cobra                                         | Reanimado por Gandalf, toma medidas sábias e ousadas, morre como herói em uma batalha                          |

Rutledge escreve que o conflito moral, como visto na luta interna de Gollum, é central tanto para a narrativa quanto para o "drama teológico subjacente". Longe de ser uma batalha de pessoas boas contra monstros malignos, ela argumenta que o mal reside dentro de cada indivíduo, citando o comentário de São Paulo em Romanos 3:9–10 de que "não há justo, nem um sequer".

### Oração

Em uma cena de O Senhor dos Anéis, quando os Hobbits Frodo e Sam atravessam Ithilien, en explica aos Hobbits que, antes de comer, ele e seus homens olham para o Oeste, da Terra-média, em direção ao reino insular perdido de seus antepassados, Númenor, e para Valinor (Lar dos Elfos), que ainda existe, mas foi removido de Arda (o planeta), e "aquilo que está além do Lar dos Elfos".

Tolkien raramente quebra sua regra de evitar referências explícitas a qualquer tipo de religião, mas, quando Frodo e Sam jantam com Faramir em seu refúgio secreto de Henneth Annûn, todos os homens se voltam para o Oeste em um breve silêncio. Faramir explica que
| “ | Olhamos para Númenor, que foi, e além, para o Lar dos Elfos, que é, e para aquilo que está além do Lar dos Elfos e sempre será. | ” |

Rutledge nota o paralelo dessa ação, que ela chama de uma espécie de oração, com o Glória Patri da liturgia cristã,
| “ | Como era no princípio, é agora, e sempre será. | ” |

Ela comenta que, embora a menção a Númenor possa evocar uma nostalgia romântica, há também um eco da identidade cristã exilada do Jardim do Éden, sempre em busca de seu verdadeiro lar. A referência ao que está além do Lar dos Elfos, segundo ela, "invoca a dimensão transcendente" e é um "reconhecimento austero" do monoteísmo.

### Eucaristia
Tolkien escreveu sobre a Eucaristia ou Santíssimo Sacramento que era "a única grande coisa a amar na terra", onde, aconselhou seu filho Michael, "você encontrará romantismo, glória, honra, fidelidade e o verdadeiro caminho de todos os seus amores na terra". Ele a descreveu como um paradoxo divino, significando morte, mas também vida eterna. Tolkien aludiu cautelosamente a um significado religioso do pão de viagem lembas em O Senhor dos Anéis em uma carta a Forrest J. Ackerman em 1958:
| “ | No livro, o lembas tem duas funções. É um 'mecanismo' ou dispositivo para tornar críveis as longas marchas com poucos mantimentos, em um mundo onde, como disse, "milhas são milhas". Mas isso é relativamente secundário. Ele também tem um significado muito maior, do que se poderia chamar hesitantemente de "religioso". Isso fica mais evidente posteriormente, especialmente no capítulo "Monte da Perdição". | ” |

Com base nas declarações de Tolkien, comentadores cristãos argumentaram que o lembas e sua história carregam um simbolismo eucarístico altamente desenvolvido. Isso é explorado em maior detalhe em O Silmarillion, observando que "pão de viagem" pode ser visto como uma tradução de viático, o alimento eucarístico para uma jornada. Em O Silmarillion, por exemplo, o lembas é dado aos Elfos para sustentá-los durante sua Grande Jornada rumo às Terras Imortais, evocando, para comentadores cristãos, o dom de Deus do Maná aos israelitas durante seu êxodo para a Terra Prometida em Êxodo 14. A MaiaMelian faz um presente real de lembas a Beleg, irmão de armas do mortal Homem  Túrin Turambar, para ser sua "ajuda na selva":
| “ | E ela lhe deu uma reserva de lembas, o pão de viagem dos Elfos, embrulhado em folhas de prata, e os fios que o prendiam eram selados nos nós com o selo da Rainha, uma hóstia de cera branca moldada como uma única flor de Telperion; pois, segundo os costumes dos Eldalië, a guarda e a doação do lembas pertenciam exclusivamente à Rainha. | ” |

Tolkien imediatamente enfatiza a natureza especial desse presente:
| “ | Em nada Melian mostrou maior favor a Túrin do que nesse presente; pois os Eldar nunca antes haviam permitido que Homens usassem esse pão de viagem, e raramente o fizeram novamente. | ” |

Beleg usa o lembas, junto com seu poder élfico, para ajudar a curar os Homens da companhia de Túrin e, mais tarde, também o Elfo Gwindor, que havia sido escravizado por Morgoth.
Um evento em O Senhor dos Anéis foi comparado à Última Ceia, a festa comemorada pela Eucaristia. O Hobbit Pippin tem uma refeição matinal ensolarada com seu amigo Beregond, um Guarda da Cidadela, em Minas Tirith, pouco antes da chegada da tão esperada tempestade, quando as forças de Minas Morgul atacam a cidade. Rutledge comenta que isso "cria um clima notável. Pode-se até pensar em Jesus com seus discípulos na Última Ceia". Logo após, todos que não podem lutar deixam a cidade, o clima esfria, e um Nazgûl voa ameaçadoramente sobre o sol; Rutledge observa os ecos bíblicos.

### O ano cristão
Shippey observa que um par de referências ao ano litúrgico cristão, raramente notadas pelos leitores, é a escolha de datas de importância simbólica para a missão de destruir o Anel. A jornada começou em Valfenda em 25 de dezembro, data do Natal, e terminou no Monte da Perdição em 25 de março, uma data tradicional Anglo-saxã para a crucificação (a data moderna da Páscoa é móvel, não correspondendo a uma data fixa no calendário).

## A criação

### Luz

Brasão de armas de Gondor com a árvore branca, Nimloth, a bela, descendente de Telperion, uma das Duas Árvores de Valinor que outrora iluminavam o mundo

Um tema recorrente em O Senhor dos Anéis, mas especialmente evidente em O Silmarillion, é o da luz. A estudiosa de mitologia e literatura medieval Verlyn Flieger explica que Tolkien equipara a luz a Deus e à capacidade de criar. Ela cita o poema de Tolkien Mythopoeia [en] ("Criação de Mitos"):
| “ | o homem, subcriador, a luz refratada por quem se fragmenta de um único Branco em muitos tons, e infinitamente combinada em formas vivas que passam de mente a mente. Embora tenhamos enchido todos os recantos do mundo com elfos e goblins, embora ousemos construir deuses e suas moradas de trevas e luz, e semear a semente de dragões [en], era nosso direito (usado ou mal-usado). Esse direito não decaiu. Ainda criamos pela lei com que fomos feitos. | ” |

Flieger escreve que, com isso, Tolkien queria dizer que a capacidade de um autor de criar ficção fantástica, ou, em seus termos, "subcriação", derivava de e podia ser vista como um pequeno fragmento da Luz Divina, o "único Branco" do poema. Além disso, todo O Silmarillion pode ser entendido como uma elaboração desse tema da humanidade fragmentando a luz branca original da criação "em muitos tons, e infinitamente combinada em formas vivas" nas formas da cisão dos Elfos em  elfos claros e escuros, homens bons e maus, e dragões e outros monstros. Essa luz criativa, segundo ela, era para Tolkien equiparada ao Logos cristão, a Palavra Divina.
| Era/Ano                                                                          | Luz Azul/Prata | Luz dourada                                                                      | Joias |
| -------------------------------------------------------------------------------- | --- | -------------------------------------------------------------------------------- | --- |
| Anos das Lampadas                                                                | Illuin, lâmpada azul-celeste da Terra Média, no topo de um pilar alto, Helcar                                                      | Ormal, lâmpada de ouro da Terra Média, no topo de um pilar alto, Ringil          | |
| termina quando Melkor destrói as duas lâmpadas                                   | |                                                                                  | |
| Anos das Árvores (Primeira Era)                                                  | Telperion, árvore de prata, iluminando Valinor                                                                                     | Laurelin, árvore de ouro, iluminando Valinor                                     | Fëanor fabrica 3 Silmarils com a luz das Duas Árvores.                                                       |
| termina quando Melkor ataca as Duas Árvores e a aranha gigante Ungoliant as mata | |                                                                                  | |
| Primeira Era                                                                     | A última flor se torna a Lua, levada no barco do espírito masculino Tilion.                                                        | O último fruto se torna o Sol, transportado no barco do espírito feminino Arien. | |
| Primeira Era                                                                     | Yavanna faz Galathilion, uma árvore como Telperion, exceto pelo fato de não brilhar, para a cidade dos elfos de Tirion em Valinor. |                                                                                  | Há uma guerra pelas Silmarils.                                                                               |
| Primeira Era                                                                     | Galathilion tem muitas mudas, incluindo Celeborn em Tol Eressëa.                                                                   |                                                                                  | Uma Silmaril está enterrada na Terra, uma está perdida no Mar, uma navega no Céu como a Estrela de Eärendil. |
| Segunda Era                                                                      | Celeborn tem uma muda de Nimloth, a Árvore Branca de Númenor.                                                                      |                                                                                  | |
| Segunda Era                                                                      | Númenor é afogada. Isildur traz um fruto de Nimloth para a Terra Média.                                                            |                                                                                  | |
| Terceira Era                                                                     | Uma árvore branca cresce em Minas Tirith enquanto um rei governa Gondor.                                                           |                                                                                  | Galadriel coleta a luz da Estrela de Eärendil refletida em seu espelho de fonte.                             |
| Terceira Era                                                                     | A árvore permanece morta enquanto os regentes governam.                                                                            |                                                                                  | Um pouco dessa luz é capturada no frasco de Galadriel.                                                       |
| Terceira Era                                                                     | O novo rei Aragorn traz uma muda branca para a cidade.                                                                             |                                                                                  | Os Hobbits Frodo Bolseiro e Sam Gamgee usam o Frasco para derrotar a aranha gigante Laracna.                 |

A luz começa em O Silmarillion como uma unidade e, conforme a fragmentação da criação, é dividida em fragmentos cada vez menores à medida que o mito avança. A Terra-média é povoada pelos angélicos Valar e iluminada por dois grandes lampiões; quando estes são destruídos pelo Vala caído Melkor, o mundo se fragmenta, e os Valar se retiram para Valinor, que é iluminado pelas Duas Árvores. Quando estas também são destruídas, seu último fragmento de luz é transformado nos Silmarils, e uma muda é resgatada, dando origem à Árvore Branca de Númenor, o símbolo vivo do Reino de Gondor. Guerras são travadas pelos Silmarils, que acabam perdidos para a Terra, o Mar e o Céu, sendo o último deles, carregado por Eärendil, o Marinheiro, transformado na Estrela da Manhã. Parte da luz dessa estrela é capturada no Espelho de Galadriel, a fonte mágica que lhe permite ver passado, presente e futuro; e parte dessa luz é, finalmente, aprisionada no Frasco de Galadriel, seu presente de despedida a Frodo, o contrapeso ao maléfico e poderoso Anel de Sauron, que ele também carrega. A cada estágio, a fragmentação aumenta e o poder diminui. Assim, o tema da luz como poder divino, fragmentado e refratado por meio das obras dos seres criados, é central em toda a mitologia.

### Anjos
O papel dos anjos do Cristianismo é assumido pelos imortais Ainur, divididos em dois ordens de seres: os Valar e os Maiar. Os poderosos Valar comportam-se como os deuses pagãos da Mitologia grega. Flieger chama seu papel na Terra-média de "excêntrico" sob uma perspectiva cristã: são inferiores ao Único Deus, certamente, mas, diferentemente dos anjos, são subcriadores, cada um com seu próprio domínio. Assim, por exemplo, Manwë é o Rei de Arda (a Terra), Ulmo é o Senhor das Águas, Mandos é o Juiz dos Mortos, e eles eram casados. Isso os posiciona, como Tolkien afirmou, como demiurgos, figuras divinas no esquema platônico com a capacidade de moldar o mundo material. Como na fragmentação da luz, Flieger escreve, a escolha do nome "demiurgo" implica subdivisão, seu significado original incluindo "fazer por divisão".
Alguns Maiar, uma ordem inferior aos Valar, foram enviados pelos Valar à Terra-média em corpos mortais para influenciar, mas não dirigir, os eventos ali. Esse grupo de Maiar era chamado de Magos ou Istari, sendo Gandalf o mais conhecido pelos leitores. Tolkien afirmou que eles correspondiam à descrição grega original ἄγγελος (Angelos), que significa mensageiro.

### Virgem Maria

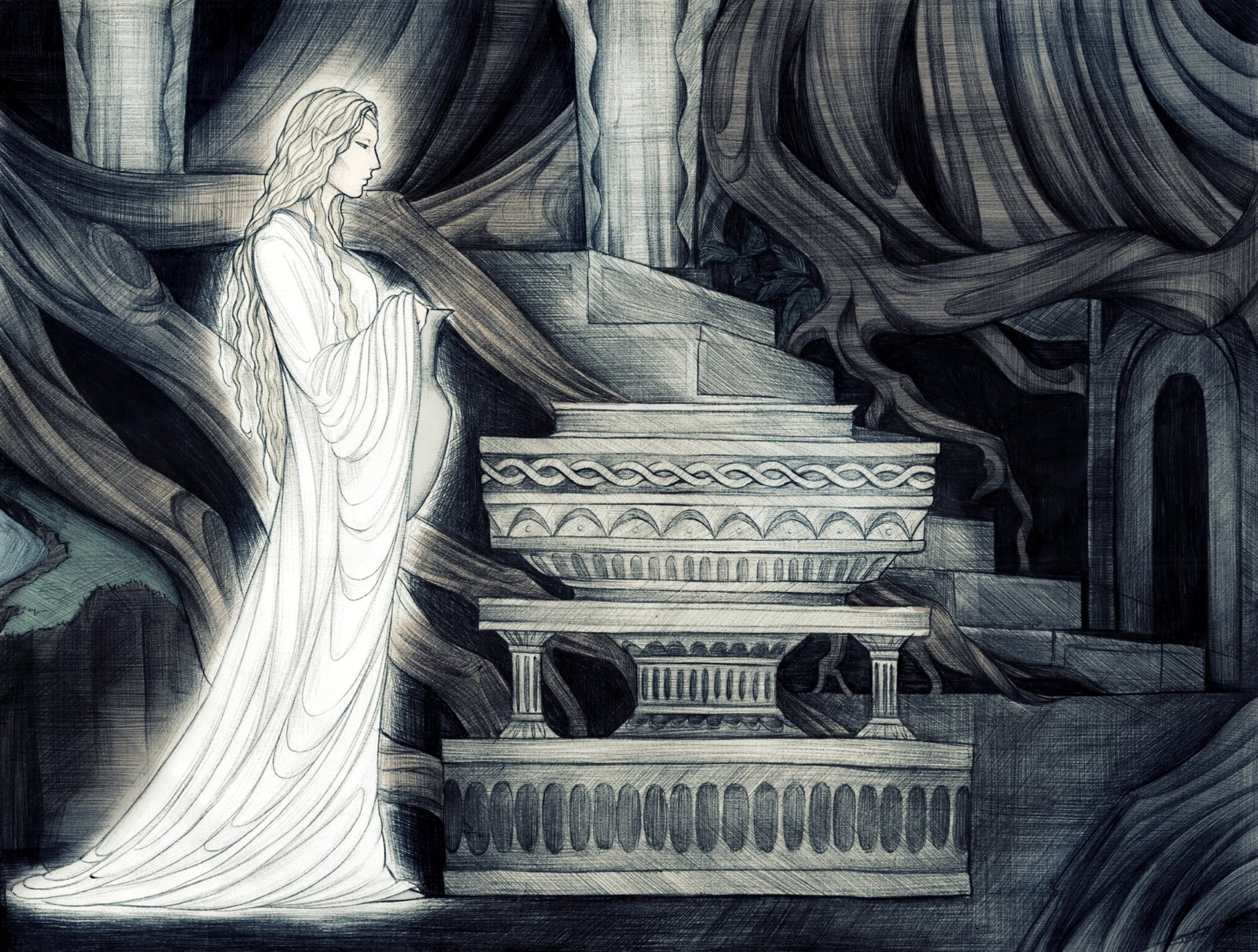
A dama élfica branca Galadriel foi comparada à Virgem Maria. Galadriel em seu espelho, por Tessa Boronski, 2011

Duas figuras na Terra-média lembram comentadores da Virgem Maria: a Vala Varda, chamada pelos Elfos de Elbereth, e a dama élfica Galadriel. Wood escreve que a invocação de Sam ao nome de Galadriel, mesmo que não intencional, fez com que a corda élfica se soltasse do nó que a prendia, após permitir que os Hobbits descessem um penhasco, citando a explicação de Sam: "Acho que a corda se soltou sozinha — quando chamei". Rutledge observa que Frodo, enfrentando o ataque mortal do "Rei pálido", o Nazgûl em Topoclima, clama Ó Elbereth! Gilthoniel!, aparentemente fazendo com que Aragorn chegue bem a tempo: Frodo é gravemente ferido, mas não morre. Rutledge comenta que, embora não haja correspondência direta entre qualquer personagem de O Senhor dos Anéis e figuras bíblicas, Elbereth assemelha-se à Virgem Maria em certo sentido, pois pode conceder favores e socorrer pessoas em necessidade. Da mesma forma, ela escreve que Sam faz a invocação Elbereth Gilthoniel! ao enfrentar Laracna na escuridão de seu covil, segurando o Frasco de Galadriel, que brilha com (nas palavras de Tolkien) uma "luz intolerável", como se "'seu espírito indomável' a tivesse ativado".

### Providência, predestinação e livre-arbítrio
Rutledge considera a questão da providência divina, predestinação e livre-arbítrio um tema central de O Senhor dos Anéis. A questão gira em torno da aparente contradição entre a ação e a intenção divina de um lado e a liberdade humana do outro: se o poder divino age no mundo, como a ação individual pode ser livre? Rutledge nota que teólogos têm lidado com esse problema, e o livro de Tolkien pode ser lido como uma explicação de como isso pode funcionar na prática. A vontade divina permanece quase inteiramente oculta na história, como ela acredita que ocorre no mundo real; mas Tolkien dá pistas ao longo do texto, frequentemente na forma de declarações na voz passiva sobre as causas de eventos que poderiam parecer sorte ou acaso. Assim, por exemplo, Gandalf diz que Bilbo e Frodo foram "destinados" (na voz passiva) a possuir o Um Anel, embora permanecesse sua escolha cooperar com esse propósito.
A providência é representada na Terra-média pela vontade dos Valar. Ela pode ser percebida, mas é sutil o suficiente para não afetar o livre-arbítrio dos personagens da história ou a necessidade de coragem individual e confiança diante de um futuro incerto. Em linha com essa sutileza, os Valar são mencionados diretamente apenas uma vez em O Senhor dos Anéis, quando um dos Patrulheiros de Ithilien de  Faramir encontra o enorme Mûmak ou elefante de batalha dos  Haradrim e diz: "Que os Valar o desviem".

### Queda do homem

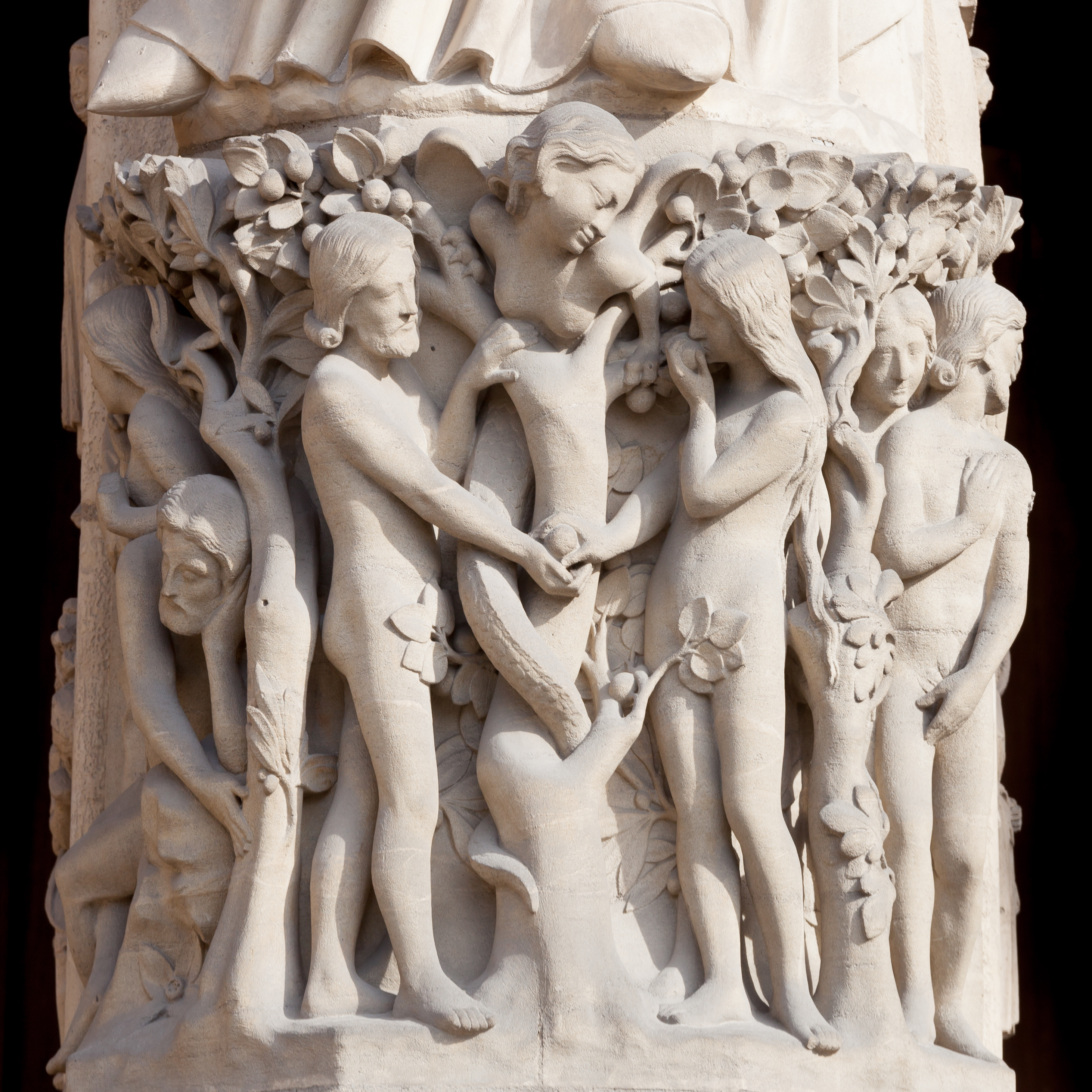
A queda de Númenor foi comparada à queda bíblica do homem. A serpente tenta Adão e Eva a comerem o fruto proibido, Notre-Dame de Paris

Tolkien afirmou que A Queda de Númenor (Akallabêth) era efetivamente uma segunda queda do homem, com "seu tema central [...] (inevitavelmente, creio, em uma história sobre Homens) uma Proibição, ou Interdição". Bradley J. Birzer, escrevendo na Enciclopédia de J. R. R. Tolkien, observa que Tolkien acreditava que toda história era essencialmente sobre uma queda, e, assim, seu legendário contém várias "quedas": a de Morgoth, a de Fëanor e seus parentes, e a de Númenor, entre outras. Eric Schweicher, escrevendo na Mythlore [en], nota que a proibição foi "logo desrespeitada", assim como na queda bíblica. A tentação para os Númenorianos era o desejo por imortalidade, e a proibição que quebraram foi não navegar rumo às Terras Imortais de Aman, paralela à proibição bíblica de comer o fruto da árvore do conhecimento do bem e do mal.
Tolkien também menciona a "Queda dos Altos-elfos" em uma carta, apontando como causa "um caso estranho de uma Elfa (Míriel, mãe de Fëanor) que tentou morrer, o que teve resultados desastrosos"; ele discute isso no contexto da Queda do Homem. Matthew T. Dickerson [en] escreve que, embora Fëanor seja responsabilizado pelos Valar, "nem Finwë nem Míriel são isentos de culpa".

### A natureza do mal

Visões alternativas do mal no mundo: maniqueísta, onde o mal coexiste com o bem, e boeciana, onde o mal é a ausência do bem. Ambas as visões são sugeridas nos escritos de Tolkien sobre a Terra-média. Além disso, a criação do mundo como boa é agostiniana.

Shippey escreve que O Senhor dos Anéis incorpora o antigo debate dentro do Cristianismo sobre a natureza do mal. Ele destaca a declaração boeciana de Elrond de que "nada é mau no início. Nem mesmo [o Senhor do Escuro] Sauron o foi", em outras palavras, todas as coisas foram criadas boas; mas isso é contrastado com a visão maniqueísta de que Bem e Mal são igualmente poderosos e lutam no mundo. A experiência pessoal de Tolkien na guerra era maniqueísta: o mal parecia ao menos tão poderoso quanto o bem e poderia facilmente ter vencido, um traço que Shippey nota também estar presente na Terra-média. Brian Rosebury [en], um estudioso de humanidades, interpreta a afirmação de Elrond como implicando um universo agostiniano, criado como bom.
O Jesuíta John L. Treloar escreve que o Livro do Apocalipse personifica o mal nos Quatro Cavaleiros do Apocalipse: o primeiro, em um cavalo branco, representa um rei conquistador; o segundo, vermelho com uma espada, simboliza guerra sangrenta; o terceiro, negro e carregando uma balança, significa fome; e o último, verde, é chamado morte. Treloar comenta que a personificação aumenta o impacto emocional e que os Espectros do Anel (Nazgûl) são apresentados "como cavaleiros aterrorizantes que trazem esses quatro males ao mundo. Eles estão voltados para a conquista, a guerra, [e] a morte, e a terra que governam é improdutiva".

## Em outras mídias
A Christianity Today relatou que a exposição das Bibliotecas Bodleianas [en] da Universidade de Oxford, Tolkien: Maker of Middle-earth [en], era "quase abrangente", mas tinha uma "omissão gritante": "qualquer menção à fé cristã devota e vitalícia do autor". O artigo cita o comentário de Michael Ward [en] de que a fé de Tolkien não é óbvia na Terra-média, ao contrário da Nárnia de seu amigo C. S. Lewis, e conclui que "Somente se reconhecermos a profunda fé cristã de Tolkien poderemos esperar entender a vida e a obra do 'Criador da Terra-média'".

### J. R. R. Tolkien
1. 1 2 3 4 5  (Carpenter 2023, Cartas #142 para Robert Murray, S.J., 2 de dezembro de 1953)
2. ↑  (Carpenter 2023, Cartas #181 para Michael Straight, rascunhos, início de 1956)
3. ↑  (Tolkien 1993) O Anel de Morgoth, "Athrabeth Finrod Ah Andreth", pp. 322, 335
4. 1 2 3  (Carpenter 2023, Cartas #131 para Milton Waldman, final de 1951)
5. ↑  (Carpenter 2023, Cartas #165 para Houghton Mifflin, 30 de junho de 1955)
6. 1 2  O Senhor dos Anéis, "Prefácio à Segunda Edição"
7. ↑  (Carpenter 2023, Cartas #213 para Deborah Webster, 25 de outubro de 1958)
8. ↑  (Carpenter 2023, Cartas, #297 para Mr. Rang, rascunho, agosto de 1967)
9. ↑  (Tolkien 1977, p. xii)
10. ↑  (Tolkien 1954), As Duas Torres, livro 3, cap. 5 "O Cavaleiro Branco"
11. 1 2 3  (Carpenter 2023, Cartas #43 para Michael Tolkien, 6–8 de março de 1941)
12. 1 2  (Carpenter 2023, Cartas #210 para Forrest J. Ackerman, junho de 1958)
13. 1 2 3 4 5  (Tolkien 1977, cap. 21, "De Túrin Turambar")
14. 1 2  (Tolkien 2001, pp. 85–90)
15. ↑  (Carpenter 2023, Cartas #156 para Robert Murray, S.J., 4 de novembro de 1954)
16. ↑  (Carpenter 2023, Cartas #212 para Rhona Beare, rascunho não enviado, continuação de #211 de 14 de outubro de 1958)
17. ↑  (Tolkien 1954a), livro 2, cap. 2 "O Conselho de Elrond"

- Tolkien, J. R. R. (1954a). The Lord of the Rings: The Fellowship of the Ring [O Senhor dos Anéis: A Sociedade do Anel]. Boston: Houghton Mifflin. OCLC 9552942
- Tolkien, J. R. R. (1954). The Lord of the Rings: The Two Towers [O Senhor dos Anéis: As Duas Torres]. Boston: Houghton Mifflin. OCLC 1042159111
- Tolkien, J. R. R. (1977).  Tolkien, Christopher, ed. The Silmarillion [O Silmarillion]. Boston: Houghton Mifflin. ISBN 978-0-395-25730-2
- Tolkien, J. R. R. (1993).  Tolkien, Christopher, ed. Morgoth's Ring [Anel de Morgoth]. Boston: Houghton Mifflin. ISBN 0-395-68092-1
- Tolkien, J. R. R. (2001). Tree and Leaf [Árvore e folha]. [S.l.]: HarperCollins. ISBN 978-0-007-10504-5